# 俄羅斯的烏茲別克族
俄羅斯有一個大的烏茲別克族移民團體，在2016年有190万人。他們多是外勞，在蘇聯解體後來到俄羅斯，他們多住在莫斯科。因為種族和文化的差異他們受俄羅斯人歧視。

## 人口
關於烏茲別克人在俄羅斯的實際人口存在爭議，估計從30万人（2010年俄羅斯人口普查结果）到200多萬人不等。由於俄羅斯經濟衰退，2015年以來數量一直在下降，因為大多數移民找不到薪水不錯的工作，因此選擇在韓國等其他國家工作。
烏茲別克族的匯款是烏茲別克發展的重要來源。根據俄羅斯聯邦中央銀行的數據，2016年，從俄羅斯到烏茲別克的匯款總額為 2.741億美元。

## 宗教
俄羅斯的烏茲別克族大多數是遜尼派的穆斯林，少數人信仰東正教。

## 歧視
俄羅斯媒體經常使用虛假的統計數據，如“2050年中亞人將成為俄羅斯的大多數”（因俄羅斯人出生率低），因此烏茲別克族移民（以及吉爾吉斯人，阿塞拜疆人和塔吉克人、北高加索人）每天都面臨暴力、歧視，仇外心理和羞辱。俄羅斯許多城市的俄羅斯族人發生了針對烏茲別克人的騷亂。這導致許多移民在出於種族動機的謀殺案中死亡。

## 名人
- 阿利舍尔·乌斯曼诺夫:烏茲別克移民出身的俄羅斯富豪。
- 阿里木江·吐尔逊诺维奇·托合塔洪诺夫:維吾爾裔烏茲別克人